# Санта-Фе-де-Антьокия
Санта-Фе-де-Антьокия (исп. Santa Fe de Antioquia) — город Колумбии, в департаменте Антьокия

## История города
Как пишет хронист Сьеса де Леон: «Этот город Антиоча основал и заселил капитан Хорхе де Робледо во имя его Величества императора дона Карлоса, короля Испании и этих Индий, нашего сеньора, властию аделантадо дона Себастьяна де Белалькасара, своего губернатора и капитан-генерала провинции Попайяна, в году 1541 от рождества Иисуса Христа. Этот город лежит на 7-м градусе к северу от экватора». Также он сообщает, что первый город был перенесён: «Однажды в городе Антиоча, когда мы заселяли его в горах, где капитан Хорхе Робледо его основал (а потом по приказу капитана Хуана Кабреры перенесённую на нынешнее место), находясь на маисовом поле, я увидел около себя четырёх индейцев, они бросились на одного индейца, прибывшего туда, и маканами (палицами) убили его: и после того как я закричал, они оставили его, отняв ему ноги, не считая того, что бедный индеец был ещё жив, они пили его кровь и ели его выдранные на куски внутренние органы».